# Eyalet di Budin
L'eyalet di Budin (conosciuto anche come provincia di Budin / Buda o Pashaluk di Budin / Buda; in turco Eyâlet-i Budin, in ungherese Budai vilajet, in serbo Будимски вилајет?, Budimski vilajet e in croato Budimski vilajet) fu un'unità amministrativa dell'Impero ottomano in Europa centrale, nell'area dei Balcani. Essa venne formata da territori che l'Impero ottomano aveva conquistato al Regno d'Ungheria ed al Despotato serbo. La capitale era Budin, la moderna Buda.
La popolazione locale aveva provenienze etniche e religiose molto diverse: vi erano ungheresi, croati, serbi, slovacchi, rumeni, molti dei quali erano ortodossi, musulmani o ebrei.

## Storia

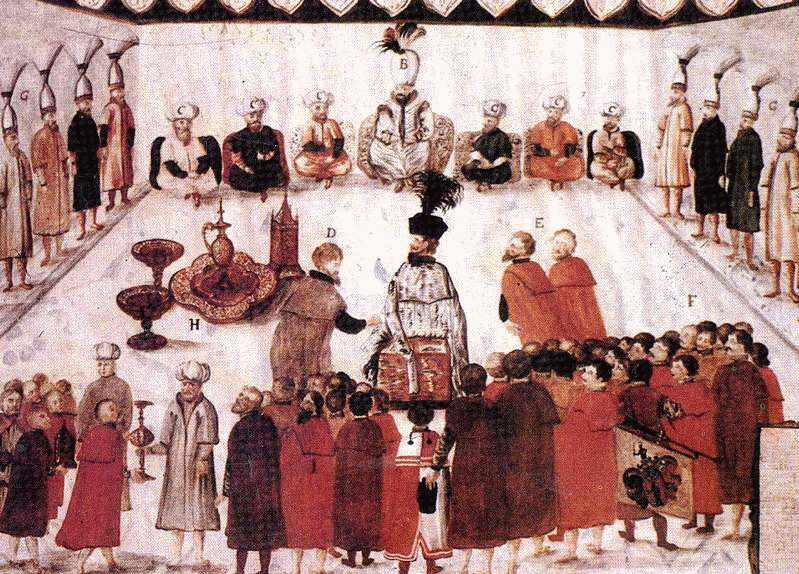
Il pascià di Budin riceve gli inviati del sultano ottomano.

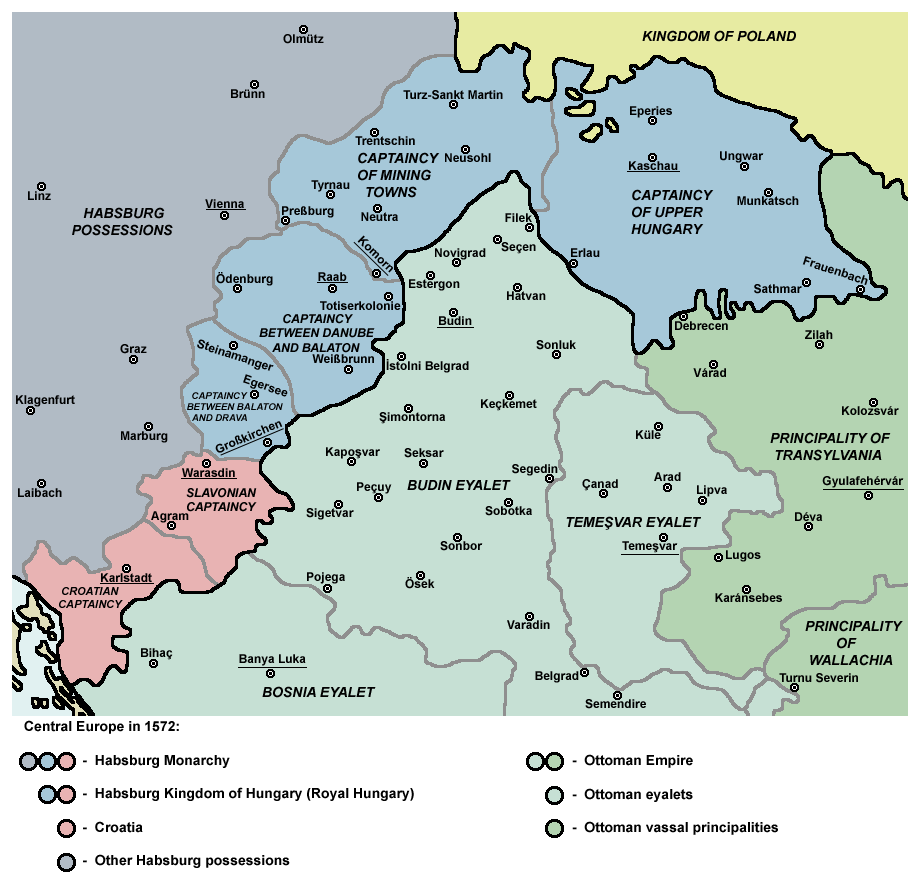
La parte settentrionale dell'Eylalet di Budin nel 1572.

Nel XVI secolo l'Impero ottomano aveva conquistato la parte a sud della "linea delle fortezze" (végvár) del Regno d'Ungheria. Dopo la Battaglia di Mohács dove il Regno d'Ungheria era stato pesantemente sconfitto ed i locali tumulti erano poi cessati con la definitiva sconfitta dello stato, l'influenza ottomana ebbe modo di diffondersi nella regione. Mentre le truppe ottomane invasero Buda nel 1526 e nel 1529, Solimano I utilizzò l'area di Buda come territorio a proprio favore decidendo in un primo tempo di non annettere il territorio direttamente ai propri domini.
Nel 1541, Solimano I decise di consolidare la conquista dell'area di Buda rendendola parte attiva ed organica dell'Impero ottomano stesso. Egli spazzò via il comandante austriaco Roggendorf assediando definitivamente la città il 29 agosto 1541 e ne prese il controllo assieme alla città di Pest, posta sulla riva opposta del Danubio. Egli immediatamente si prodigò per organizzare il primo eyalet europeo dei turchi con capitale appunto Buda (in turco: Budin).
In quello stesso anno, molte altre città caddero sotto il controllo ottomano: Seghedino, Kalocsa, Subotica. Negli anni 1543-44, gli ottomani conquistarono le fortezze di Nógrád, Vác, Fehérvár, Pécs e Siklós che vennero comprese nel nuovo eyalet.
Nel 1552 il territorio venne espanso ulteriormente con l'annessione di nuovi territori a nord, andando a costituire l'eyalet di Temeșvar (in romeno Timişoara). Il controllo militare dell'area venne guidato direttamente da Budin.
L'anno successivo, l'avanzata degli ottomani venne rallentata ed il territorio di Budin rimase tale sino alla fine della guerra dei Quindici anni e la firma della pace di Zsitvatorok, ove gli ottomani persero i territori a nord di Nógrád. Ad ogni modo Eğri e Kanije vennero catturate durante queste guerre e poco dopo vennero unite come sanjak di questa provincia.
Il territorio dell'eyalet venne significativamente ridotto in grandezza con la fondazione degli eyalet di Eğri (1596) e di Kanije (1600). Ad ogni modo, egli rimase la provincia di riferimento per gli ottomani in Europa centrale, dal momento che Budin rappresentava uno dei porti principali sul Danubio.
Nel XVII secolo Kara Mustafa conquistò vaste aree dei domini asburgici in Ungheria e nel suo vassallo Principato di Transilvania, ma non riuscì a conquistare Vienna nel suo attacco del 1683. Questo tentativo fallito fu tra le prime cause del crollo graduale del potere ottomano in Europa. Il 2 settembre 1686 Buda venne catturata dalle truppe della Lega Santa che la riunirono ai territori degli Asburgo.

## Esercito
I conflitti militari erano all'ordine del giorno nelle aree al confine tra domini asburgici ed ottomani, e pertanto era necessario in questo Eyalet la presenza costante di truppe da Costantinopoli. Il sultano non poteva essere presente personalmente e pertanto il pascià di Budin ricopriva anche la carica di supremo comandante dell'esercito ottomano nella regione. Il potere militare del pascià si estese poi agli eyalet di Temeşvar (dal 1552), Eğri (dal 1596), Kanje (dal 1600) sino a Varat (dal 1660).
Il numero di truppe impiegate nella regione è oggi difficile da stabilire per le diverse epoche. Alcuni documenti indicano il numero di 10200 soldati nelle fortezze della regione nel 1546 e 12541 nel 1568. Truppe ausiliarie chiamate spahi erano in servizio nella regione, ma non vi sono dati precisi a proposito del loro stato di servizio. Il costo del mantenimento di queste truppe era una voce importante del budget della provincia. Nel 1552, ad esempio, la Sublime porta inviò 440000 monete d'oro a Budin per sostenere i costi dell'esercito.

## Fortezze
L'Impero ottomano investì gran parte delle proprie forze per rafforzare la fortezza di Budin, ben sapendo il ruolo fondamentale che essa ricopriva per l'Impero in Europa. Gli ottomani costruirono diversi anelli di difesa attorno a Budin e difesero le strade di rifornimento verso Vienna, di modo da far capire agli austriaci di essere in grado in qualsiasi momento di tagliare i viveri alla capitale degli Asburgo, pur non riuscendo poi mai in questo intento.
Le fortezze più importanti attorno a Budin erano Esztergom, Székesfehérvár, Vác e Visegrád. A sud, si trovava la fortezza più importante della regione, quella di Szigetvár.

### Budin
Nei 145 anni di dominio ottomano, la città di Budin non venne convertita alla forma difensiva di fortezza "all'italiana", come era moda dell'epoca. La vecchia fortezza ungherese venne allargata con nuove mura e venne costruita una cittadella fortificata sulla collina di Gellért.
Il castello di Budin già insisteva su un castello di medievale e rimase pressoché lo stesso. Gli ottomani vi aggiunsero invece molte torri tra cui ad esempio la "Torre di Murad pascià" (Murad pasha kulesi) costruita tra il 1650 ed il 1653. Le mura vennero ricostruite anche a Rózsadomb ed a Nap-hegy.

## Geografia antropica

### Suddivisioni amministrative
Dopo il 1541, la provincia incluse i seguenti sanjak:
1. Sanjak di Budin (Buda)
2. Sanjak di Semendire (Smederevo)
3. Sanjak di İzvornik (Zvornik)
4. Sanjak di Vulçetrin (Vushtrri)
5. Sanjak di Pojega (Požega)
6. Sanjak di Mohaç (Mohács)
7. Sanjak di İstolni Belgrad (Székesfehérvár)
8. Sanjak di Segedin (Seghedino)
9. Sanjak di Sirem (Sirmia)
10. Sanjak di Kopan (Koppany)
11. Sanjak di Şikloş (Siklos)
12. Sanjak di Peçuy (Pécs)
13. Sanjak di Vidin
14. Sanjak di Alacahisar (Kruševac)
15. Sanjak di Çanad (Cenad)
16. Sanjak di Keçkerek
17. Sanjak di Hipovo

Al 1566 la provincia includeva i seguenti sanjak:
1. Sanjak di Budin (Buda)
2. Sanjak di Semendire (Smederevo)
3. Sanjak di Pojega (Požega)
4. Sanjak di Mıhaç (Mohács)
5. Sanjak di İstolni Belgrad (Székesfehérvár)
6. Sanjak di Segedin (Seghedino)
7. Sanjak di Sirem (Syrmia)
8. Sanjak di Baboça (Babocsa)
9. Sanjak di Zigetvar (Szigetvar)
10. Sanjak di Peçuy (Pécs)
11. Sanjak di Estergon (Esztergom)
12. Sanjak di Hatvan
13. Sanjak di Filek (Fiľakovo)
14. Sanjak di Seçen (Szécsény)
15. Sanjak di Sonluk (Szolnok)
16. Sanjak di Şimontorna (Simontornya)
17. Sanjak di Kopan (Koppány)
18. Sanjak di Şikloş (Siklós)
19. Sanjak di Sekçay (Szekszárd)
20. Sanjak di Novigrad (Nógrád)
21. Sanjak di Pespirim (Veszprém)

Attorno al 1600, la provincia includeva i seguenti sanjak:
1. Sanjak di Semendire (Smederevo)
2. Sanjak di Sirem (Sirmia)
3. Sanjak di Ráckeve
4. Sanjak di Kopan (Koppány)
5. Sanjak di İstolni Belgrad (Székesfehérvár)
6. Sanjak di Mıhaç (Mohács)
7. Sanjak di Şikloş (Siklós)
8. Sanjak di Seçuy

Nel 1610, includeva i seguenti sanjak:
1. Sanjak di Budin (Buda)
2. Sanjak di Sirem (Sirmia)
3. Sanjak di Ráckeve
4. Sanjak di Kopan (Koppány)
5. Sanjak di İstolni Belgrad (Székesfehérvár)
6. Sanjak di Mıhaç (Mohács)

Prima della fine dell'amministrazione ottomana, la provincia includeva i seguenti sanjak:
1. Sanjak di Budin (Buda)
2. Sanjak di Sirem (Sirmia)
3. Sanjak di Semendire (Smederevo)
4. Sanjak di Sekçay (Szekszárd)
5. Sanjak di Şimontorna (Simontornya)
6. Sanjak di İstolni Belgrad (Székesfehérvár)
7. Sanjak di Estergon (Esztergom)
8. Sanjak di Mohaç (Mohács)
9. Sanjak di Peçuy (Pécs)